# Карло Спатокко
Карло Спатокко (італ. Carlo Spatocco, 31 травня 1883, К'єті, Королівство Італія — 28 січня 1945, Кузьниця-Желіховська, Генеральна губернія) — італійський військовий діяч, корпусний генерал Королівської італійської армії, під час Другої світової війни — командир XXI і IV армійських корпусів.

## Біографія
Карло Спатокко народився 31 травня 1883 року у місті К'єті, що в регіоні Абруццо.
1901 року він добровольцем вступив до Королівської італійської армії. Брав участь у війні з Туреччиною, перебуваючи у званні лейтенанта. Під час конфлікту відзначився у битві під Занзуром у червні 1912 року, за що був нагороджений Бронзовою медаллю «За військову доблесть».
Пізніше брав участь у Першій світовій війні. У жовтні 1916 року відзначився в бою біля Великого Крібака, за що був нагороджений другою Бронзовою медаллю «За військову доблесть».
Після закінчення війни командував 17-м піхотним полком у званні полковника.
Карло Спатокко брав участь у другій італо-ефіопській війні. Влітку 1936 року отримав звання бригадного генерала і командував піхотною бригадою «Сіла». У 1937 році ніс службу в Міністерстві оборони, очолюючи департамент персоналу. 1 вересня 1937 року отримав звання дивізійного генерала та очолив 63-ю піхотну дивізію, яка базувалась і Північній Африці. Перебував на цій посаді до 19 вересня 1940 року, передавши її генералу Алессандро де Гуіді. Протягом нетривалого періоду командував XXI армійським корпусом. Брав участь в Єгипетській операції.
У 1941 році призначений командувачем фортеці Триполі, 1 липня того ж року отримав звання корпусного генерала. 29 листопада призначений командувачем IV армійського корпусу, який діяв в Албанії.
На момент капітуляції Італії 8 вересня 1943 року Карло Спатокко перебував в Албанії. Відмовився співпрацювати з німцями і був відправлений спочатку в Німеччину, а потім поміщений у концентраційний табір 64Z у місті Скоки на території Польщі. У січні 1945 року, із початком Вісло-Одерської операції Радянської армії, німці вирішили евакуювати полонених італійців у місто Люкенвальде. Під час одного з переходів 28 січня 1945 року Карло Спатокко був убитий солдатом СС поблизу міста Кузьниця-Желіховська.
Карло Спатокко посмертно був нагороджений Срібною медаллю «За військову доблесть».

## Вшанування
На честь Карло Спатокко названа вулиця в місті К'єті.

## Нагороди
- Кавалер Савойського військового ордена
- Срібна медаль «За військову доблесть»
- Бронзова медаль «За військову доблесть» (два нагородження)